# 惠州西湖
惠州西湖是位于中华人民共和国广东省惠州市境内的一个城市浅水湖泊，是中华人民共和国国家重点风景名胜区、国家5A级旅游景区。惠州西湖景区面积为3.2平方公里，水体面积为1.68平方公里，其景观由“五湖六桥十八景”组成。“西湖”一名最早来源于北宋苏轼被朝廷贬至惠州时所作的诗词，惠州西湖也因为苏轼诗词的传播而得以扬名，至今惠州西湖仍留有和苏轼有关的苏堤、西新桥、王朝云墓等遗迹。在历史上，惠州西湖曾和杭州西湖、颍州西湖合称为中国的三大西湖。

## 历史

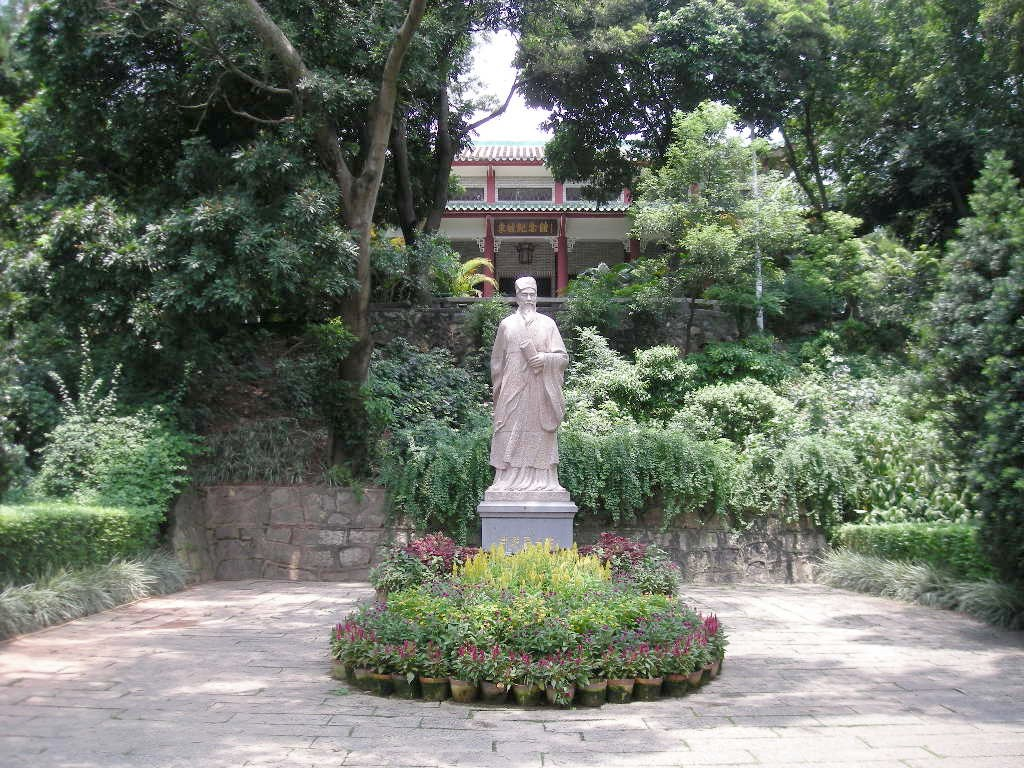
孤山上的东坡纪念馆

惠州西湖在东汉时期是荒野之地，东晋在湖边建有龙兴寺，唐朝改名为开元寺，唐中宗年间，位于西山上的泗洲塔建成。北宋张昭远居于惠州的舍人巷时，将湖命名为郎官湖。同朝代余靖作下的“重山复岭，隐映岩谷，长溪带蟠，湖光相照”之句则是描述西湖最早的佳句之一。北宋治平三年（1066年）惠州的知州陈称对西湖进行了治理，称筑了平湖堤、拱北桥，以及点翠洲上的孤屿亭、湖光亭等建筑，并养鱼灌田，乡民收获甚丰，西湖也因此而被称为丰湖。
北宋绍圣元年（1094年），苏轼被朝廷贬至惠州安置，携妻妾王朝云和儿子苏过在惠州度过了三年，期间时常游览西湖，写下了许多咏吟西湖山水的诗词。他在绍圣二年（1095年）写下的《江月五首》是最早以惠州西湖为主题的诗，当中更有“一更山吐月，玉塔卧微澜”的名句。同月，他在《赠昙秀》诗中，将丰湖称作西湖，是“西湖”这一名称最早的来源。惠州西湖也因此在苏轼诗词的传播下得以扬名。苏轼还带头捐资在西湖边上筑桥修堤，绍圣三年（1096年）六月，堤坝和西新桥建成，后人为纪念苏轼将堤坝取名为苏堤。同年，苏轼的爱妻王朝云去世，苏轼将她葬在惠州西湖大圣塔（今泗洲塔）下的松林中，并在墓上筑六如亭以纪念她。

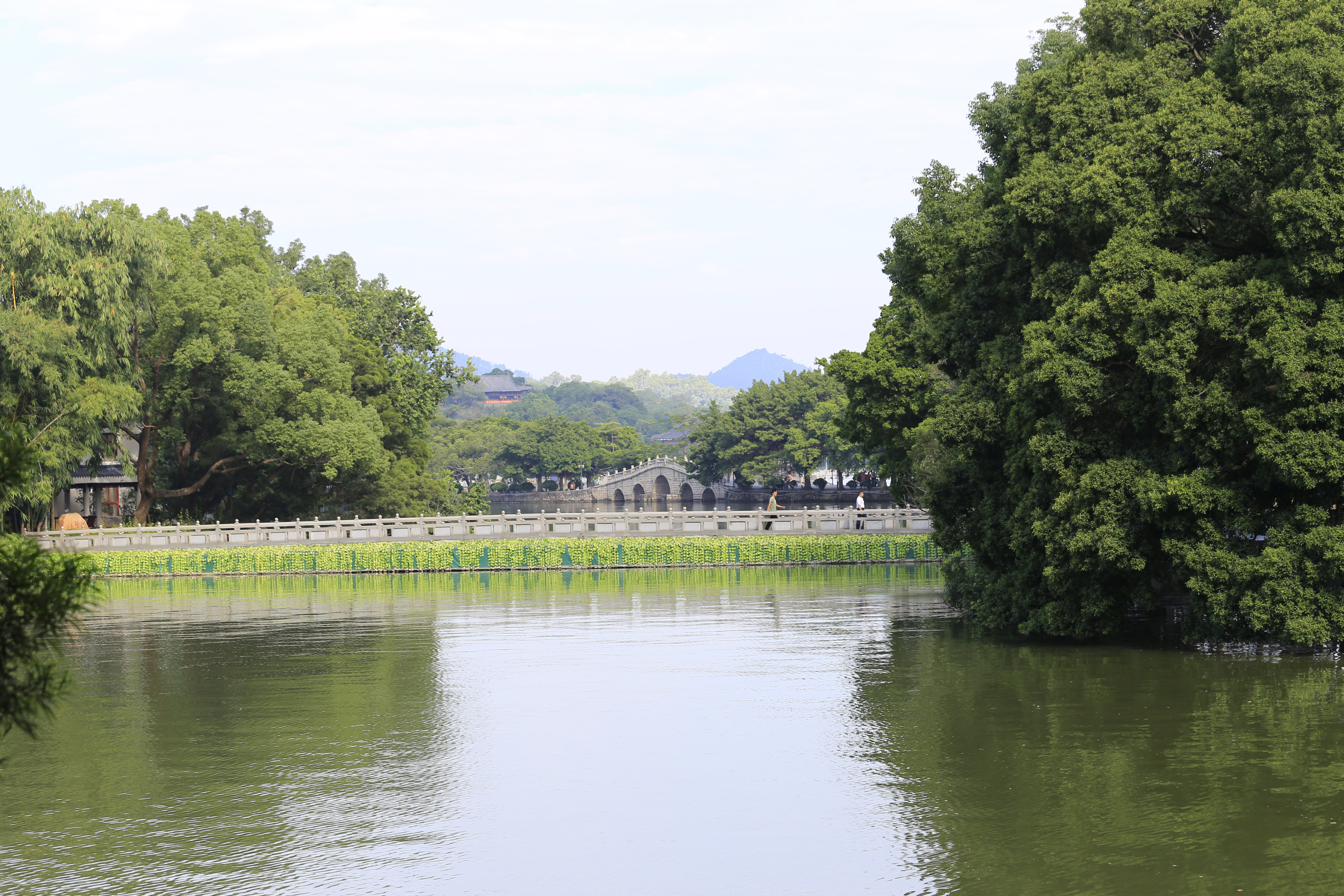
苏轼带头捐资修筑的苏堤和西新桥

南宋淳祐四年（1244年）惠州建立聚贤堂，后来改称为丰湖书院，初时的丰湖书院位于银岗岭，清朝康熙三十三年（1695年）迁至西湖的丰湖半岛上，在明清两代，丰湖书院都是惠州的最高学府。丰湖书院在清朝和民國时期曾多次被毁，又多次重修，目前残存的丰湖书院遗迹多为清朝嘉庆六年（1801年）惠州知府伊秉绶重修后的遗迹，书院古朴牌坊上的匾额“丰湖书院”和楹联“人文古邹鲁，山水小蓬瀛”为伊秉绶请来主持丰湖书院的著名诗人宋湘所撰写。
古代的惠州府城一直建于西湖边上，位于西湖的东面，民国时期惠州府城的城墙拆除、扩修马路，出现了岭南骑楼街，但全城仍然处于西湖的东面。1950年代至1980年代城市逐浙扩展，形成三面环湖的态势，西湖的景区大幅缩减，湖岸山麓建满杂乱的房舍，湖水开始受到污染。据统计，中华人民共和国建国后的40年，西湖湖水面积减少了46%。1989年之后，惠州市政府开始重视城市规划，西湖景区才得以保护。
2007年开始，惠州市政府投入1.5亿元人民币对西湖景区进行大规模的改造和建设。这些工程包括，对西湖的五大湖泊之一平湖进行清淤、对平湖周边的堤岸和桥梁进行维修；建设孤山东坡园，利用西湖孤山上现有的东坡居士像、六如亭、朝云墓等景点，并扩建东坡纪念馆和新建啖荔亭、小圃五味轩等历史上曾有的建筑集中展示东坡文化；建设高榜山景区，新建车行道和登山步道，并在山顶建立展示惠州先贤事迹的挂榜阁。
2018年10月29日，惠州西湖景区被正式授予国家AAAAA级景区称号。

## 地理

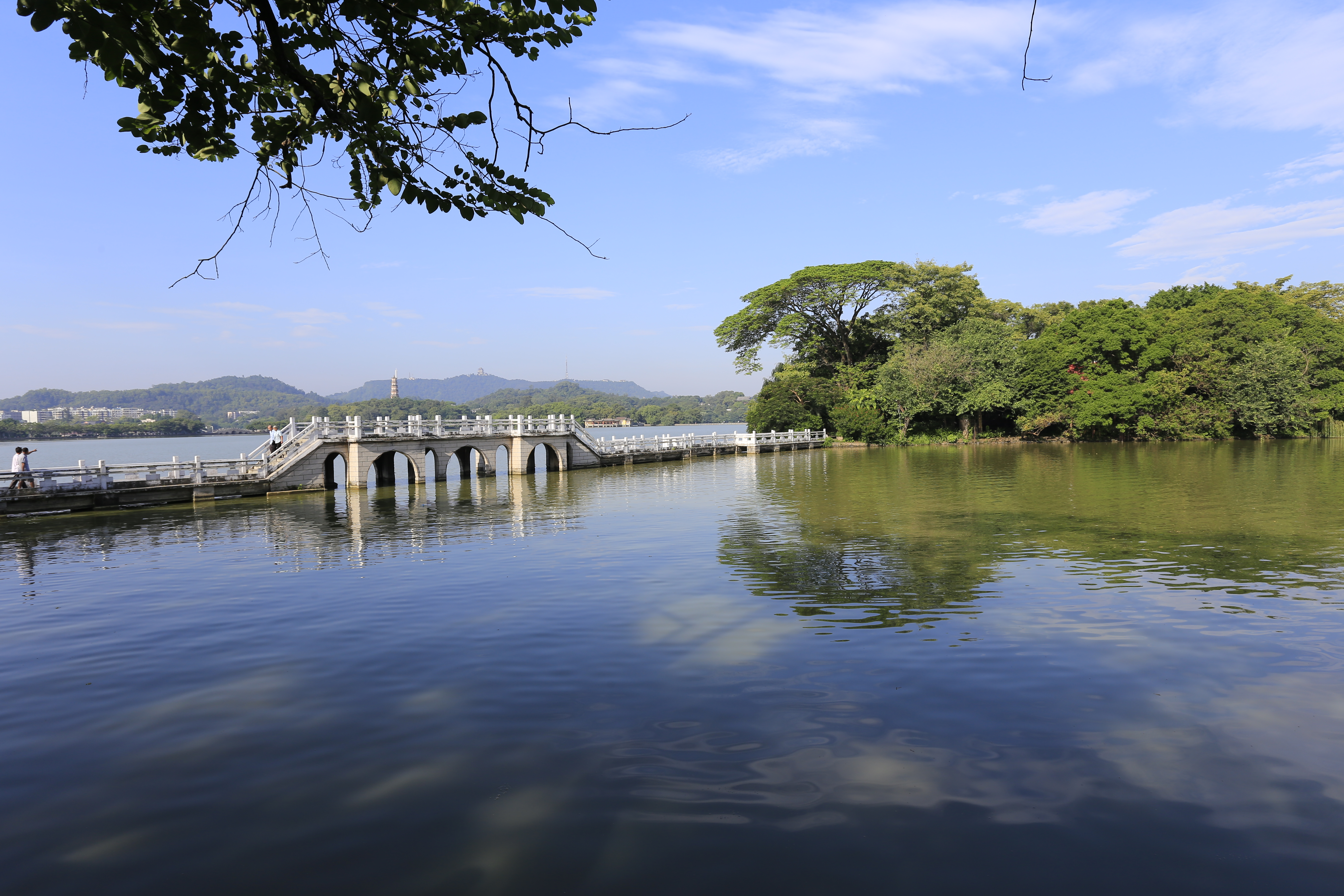
惠州西湖水体

惠州西湖属于亚热带城市浅水湖泊。惠州西湖景区面积3.2平方公里，现存水面积为1.68平方公里，岸线总长为16公里，由南湖、丰湖、平湖、鳄湖和菱湖五个相连的湖泊组成，根据1989年的数据，惠州西湖的水体面积占惠州市区建成区的面积的12.2%。惠州西湖湖水的平均深度为1.5米，鳄湖和南湖个别水深3-4米，水的深度基本呈中间浅四周深的分布。惠州西湖所处的地区属于亚热带季风气候，境内阳光充足，雨量充沛。
惠州西湖与城市相邻，1980年代后惠州市经济的发展使西湖的水质受到了严重的污染，近年来，虽然采取了环湖截污，底泥疏滩，引入新水源等措施，使西湖的污染得到了扼制，但水体的富营养化特征依然明显，水色呈绿色，透明度低，水中缺少大型植物生长，浮游藻类占优势，磷含量高。其中，靠近市区中心地带的南湖营养物累积作用明显高于其它四个湖区，属于内源污染十分严重的湖区。

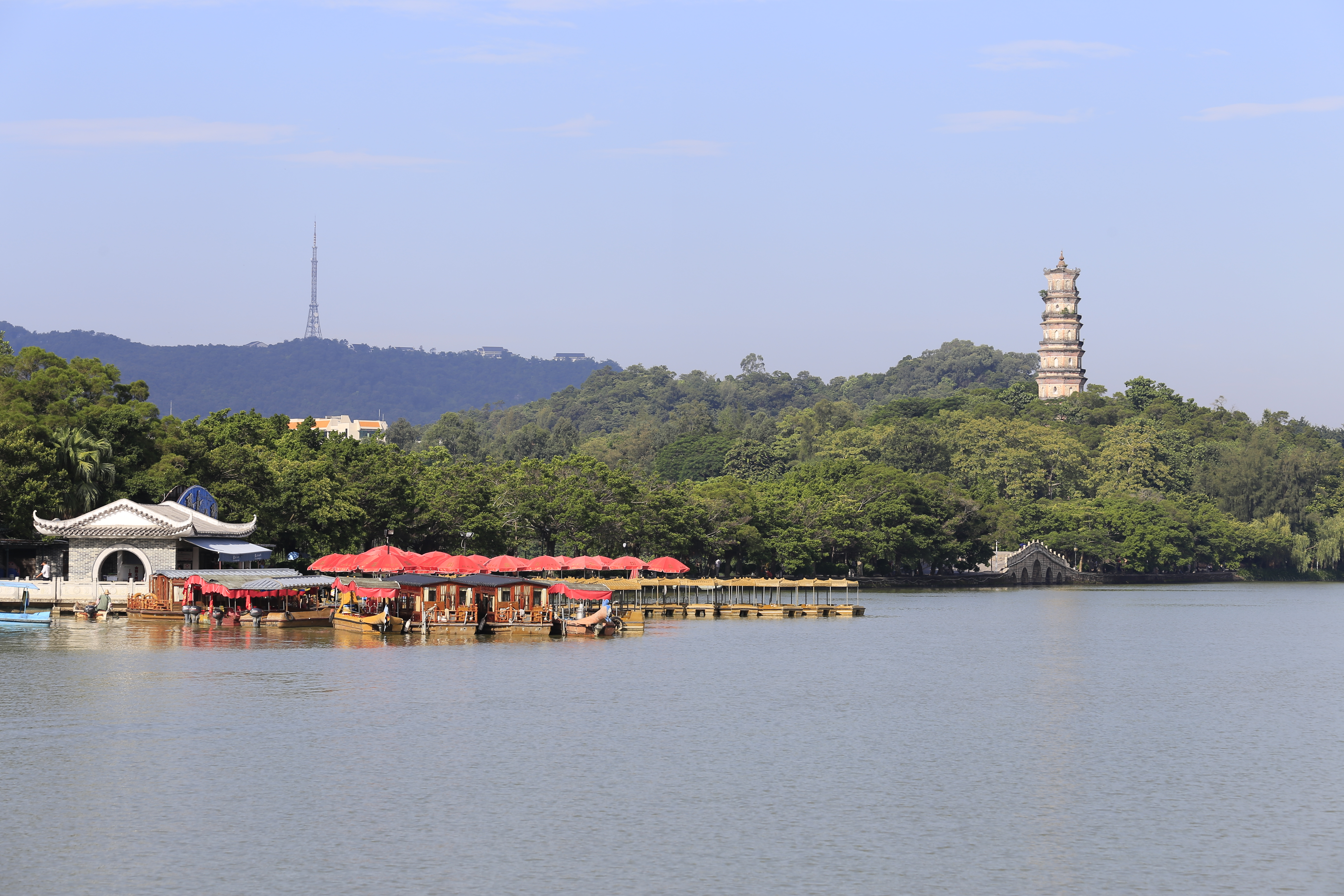
惠州西湖

惠州西湖对城市的生态环境影响很大。西湖的湖水在夏季炎热的季节里，对城市热岛强度有显著的减弱作用，西湖和几百米之外的城市区在夏季的最大温差可达到3-4℃。西湖水面还有着较大的吸尘效应，加速城市上空大气污染物的清除过程，特别是在冬季，西湖的降尘量占到市区平均降尘量的82%，而春季和秋季则占29%左右。西湖对城市的地下水起着很大的补给作用，弥补了城市里沥青和水泥地面对地下水补给的阻碍作用。曲折幽深的西湖对城市的景观也起着很好的美化作用，形成一个“半城山色半城湖”的惠州。

## 景观

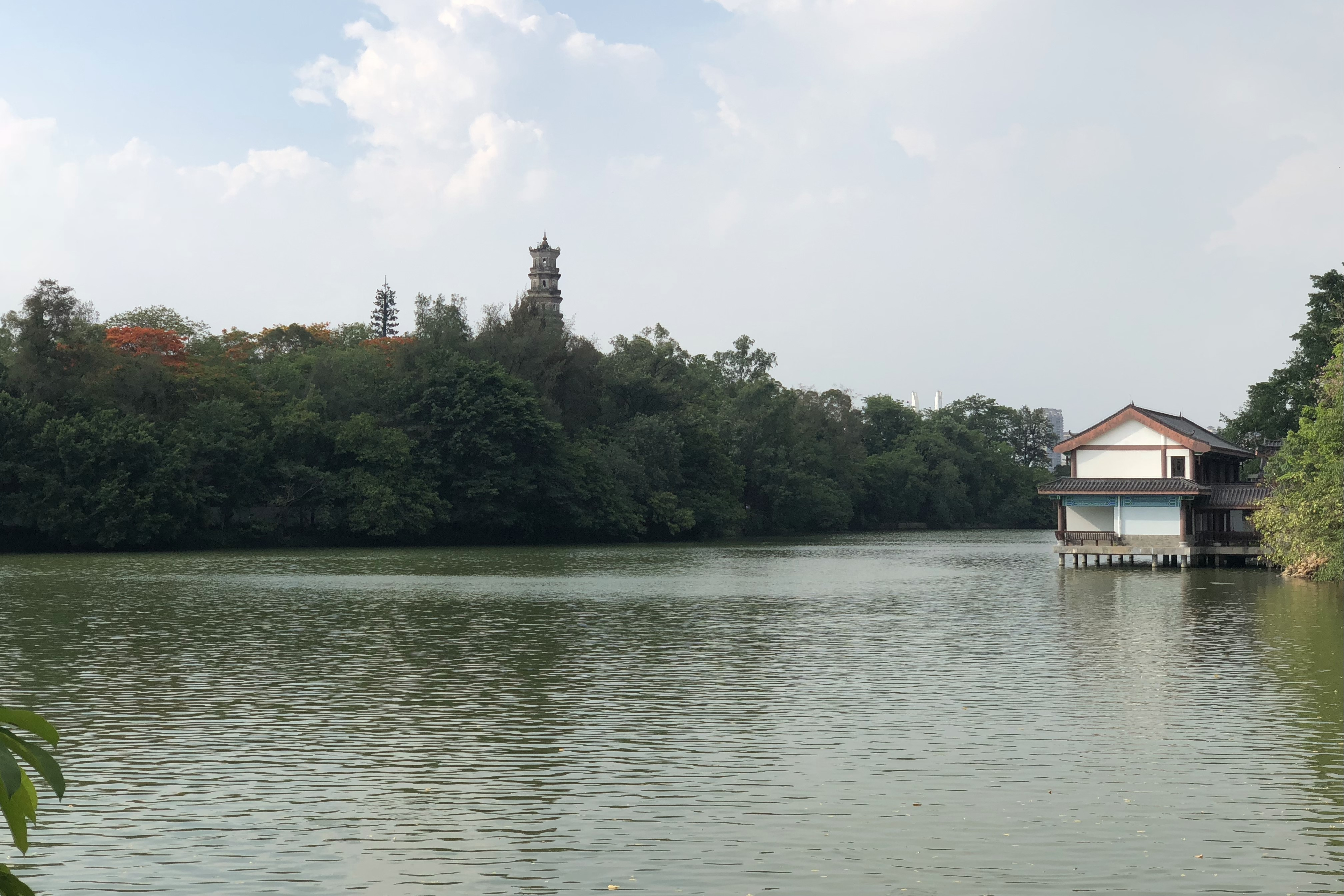
“玉塔微澜”之景

远在宋朝，《惠州府志》就有西湖景观的记载，包括有“五湖六桥八景”，五湖是指形成西湖的五个相连的湖泊，六桥是西新桥、迎仙桥、明圣桥、拱北桥、圆通桥、烟霞桥等六座桥梁，八景是指“水帘飞瀑、半径樵归、野寺岚烟、荔浦风清、桃园日暖、鹤峰返照、雁塔斜晖、丰湖渔唱”八处景观。历经数个朝代的经营，景观越增越多，而原来的八景又有很多已不再存在，目前，惠州西湖的景观称为“五湖六桥十八景”，五湖和六桥都没有变，十八景则为“飞鹅览胜、丰山浩气、水帘飞瀑、平湖秋月、玉塔微澜、红棉春醉、西新避暑、花洲话雨、花港观鱼、芳华秋艳、苏堤玩月、连理红棉、孤山苏迹、南苑绿絮、烟霞柳浪、留丹点翠、象岭云飞、鹤鹭祥舞”十八处景观。其中“苏堤玩月”、“玉塔微澜”和“留丹点翠”三处景观在2006年惠州市民评选出的新惠州十景中，分别以得票数第一、第二、第六名入选。

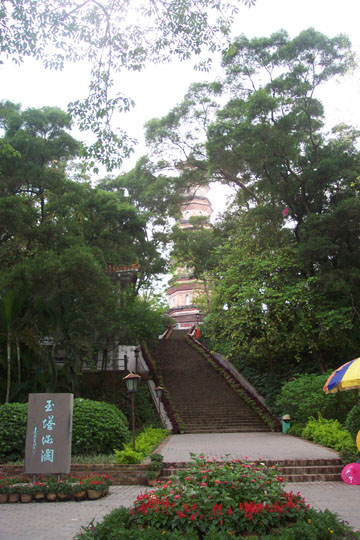
泗洲塔

“苏堤玩月”中的苏堤位于平湖和丰湖之间，东起西湖的东大门，西至西山。堤中间筑有呈拱形、下有五孔的西新桥。苏堤和西新桥均为北宋年间由苏轼带头捐资而修成，为苏轼留在西湖的名迹之一。每至月明星稀的农历月中，在苏堤上赏月观湖成为一道独特的景观，清朝文学家吴骞有诗题咏此景道：“茫茫水月漾湖天，人在苏堤千顷边，多少管窥夸见月，可知月在此间园”。
“玉塔微澜”中的玉塔是指西湖西山上的泗洲塔，始建于唐中宗年间，明朝万历年间重建，塔身呈平面八角形，塔共七层，高为37.7米，为楼阁式佛塔。苏轼称其为大圣塔，并在《江月》一诗中留下了题咏此塔的名句：“一更山吐月，玉塔卧微澜，正似西湖上，涌鑫门外看”。
“留丹点翠”的点翠是指点翠洲，是位于平湖上的一个小岛。北宋惠州知州陈称首先在此筑孤屿亭，明朝嘉靖年间改为点翠亭。辛亥革命爆发之后，为纪念惠州马鞍之役的死难烈士，1913年在洲上建留丹亭，亭名取于文天祥的“留取丹心照汗青”之句。明朝有才女孔少娥作诗《游西湖》题咏此景道：“西湖西子两相俦，湖面偏宜点翠洲，一段芳华描不就，月湾宛转似眉头”。

## 延伸阅读
- 秦仲阳、王剑桥：《惠州120年来首次清洗西湖“肠胃”》，《广州日报》，2003年1月7日。
- 黄业进：《惠州西湖风景园林的艺术追寻》，《华南热带农业大学学报》，2005年9月。
- 汤岳辉：《东坡惠州两相成——东坡寓惠文化及其现代利用》，《惠州学院学报（社会科学版）》，2004年8月。
- 叶贷夫、叶警莎、李金涛：《惠州城市发展与西湖风景区建设的关系及相互作用》，《热带地理》，1989年3月。
- 梁大和：《苏东坡与惠州西湖[]》，惠州市政协网站，2004年3月11日。
- 潭镇、钟萍、应文晔、刘正文、朱广伟、王建军：《惠州西湖底泥中氮磷特征的初步研究》，《生态科学》，2005年11月。
- 应文晔、钟萍、刘正文：《惠州西湖磷模型的初级研究》，《生态科学》，2005年11月。
- 《市民最喜爱的新惠州十景揭晓》，《南方都市报》，2006年5月30日。
- 汤士安：《景色旖旎的惠州西湖》，《今日科苑》，2004年12月。
- 《星火西湖不夜天 （页面存档备份，存于）》，南方网，2004年4月29日。